# 姜状三七
姜状三七又名薑狀三七（学名：Panax zingiberensis）为五加科人参属的植物，是中国的特有植物。分布在云南等地，多生长在常绿阔叶林中或山谷密林下，目前已由人工引种栽培。